# Sint-Leodegariuskerk (Rancennes)
De Sint-Leodegarisukerk (Frans: Église Saint-Léger) is een rooms-katholieke kerk in de Franse plaats Rancennes in het departement Ardennes. De kerk bestaat uit een 13e-eeuws koor en een 18e-eeuws schip. Enkele onderdelen van het interieur zijn ingeschreven als monument historique.

## Geschiedenis
Op de locatie van de huidige kerk stond eerst een Gallo-Romeinse villa. Omstreeks de 11e eeuw werd hier een kerk gebouwd. In de 13e eeuw werd het huidige koor gebouwd en in de 18e eeuw het schip. In de 19e/20e eeuw werd de noordmuur van het oude koor herbouwd in baksteen. Het gebouw is in eigendom van de gemeente Rancennes.
De kerk valt binnen de parochie La Pointe welke deel uit maakt van de pastorale eenheid Ardennes-Nord binnen het aartsbisdom Reims.

## Gebouw
De kerk is op het oosten georiënteerd en bestaat uit een schip van twee vensterassen en een vierkant koor. Met uitzondering van de noordelijke koormuur en de sacristie die tegen de zuidelijke koormuur is gebouwd, is de kerk opgetrokken uit kalkbreuksteen. Het interieur is volledig wit bepleisterd en de vloer van het schip is betegeld met blauwsteen, terwijl de koorvloer met zwart marmer betegeld is. In de kerk bevinden zich een hoogaltaar en twee altaren die respectievelijk gewijd zijn aan de maagd Maria en Sint Remigius en vervaardigd in de 19e eeuw. Verder zijn er nog een 17e-eeuws reliëf, een 18e-eeuws doopvont en een 18e-eeuws gepolychromeerd crucifix aanwezig.